# 台湾狼蛛
台湾狼蛛（学名：Lycosa formosana）为狼蛛科狼蛛属的动物。分布于台湾等地。该物种的模式产地在台湾。其种加词“formosana”意为“台湾的”。